# Зарринруд (Лахш)
Зарринруд (тадж. Зарринрӯд, до марта 2022 г. — Каракендже, кирг. Кара-Кенже) — село в сельском джамоате Лахши Боло Лахшского района. Расстояние от села до центра района — 53 км, до центра джамоата — 3 км. Население — 3001 человек (2017 г.), таджики и кыргызы.